# Hasil Adkins
Hasil Adkins (29 aprile 1937 – 26 aprile 2005) è stato un cantautore e polistrumentista statunitense.

## Discografia parziale
- 1986 - Out to Hunch
- 1987 - The Wild Man
- 1990 - Moon Over Madison
- 1990 - Peanut Butter Rock and Roll
- 1992 - Live in Chicago
- 1993 - Look at that Caveman Go!!
- 1994 - Achy Breaky Ha Ha Ha
- 1998 - What the Hell Was I Thinking
- 2003 - Drinkin My Life Away